# 通加蘇卡山
14°09′57″S 71°29′13″W / 14.16583°S 71.48694°W
通加蘇卡山（Tunka Suka），是秘魯的山峰，位於該國南部庫斯科大區，由卡納斯省的圖帕克阿馬魯區負責管轄，屬於安地斯山脈的一部分，海拔高度約4,000米。